# Teppo Numminen
Teppo Kalevi Numminen (Tampere, 3 luglio 1968) è un ex hockeista su ghiaccio finlandese.

## Palmarès

### Olimpiadi invernali
- Argento a Calgary 1988
- Argento a Torino 2006
- Bronzo a Nagano 1998

### World Cup
- Argento a Canada 2004